# 光珠内隕石
光珠内隕石（こうしゅないいんせき）は1925年（大正14年）9月4日に北海道沼貝町（現美唄市）光珠内町の畑地に落下した隕石である。国立科学博物館や国際隕石学会の登録では「沼貝隕石」（ぬまかいいんせき）と呼ばれている。美唄市指定文化財。
美唄市郷土資料館が所蔵。研究のため複数回にわたり一部が削り取られており、北海道大学総合博物館と国立科学博物館に小片が保管されている。